# José Luis Serrano Moreno
José Luis Serrano Moreno (Granada, 3 d'octubre de 1960 - ibíd., 29 de gener de 2016) va ser un escriptor espanyol, catedràtic de Filosofia del Dret de la Universitat de Granada (UGR) i diputat del Parlament d'Andalusia per Granada, president del grup parlamentari de Podemos.

## Escriptor
És autor de cinc novel·les: La Alhambra de Salomón (Rocaeditorial, 2013), Brooklyn Babilonia (Alcalá, 2009), Zawi (Rocaeditorial, 2006), Febrero todavía (Planeta, 2001) i Al amparo de la ginebra (Planeta, 2000).
Així mateix, va escriure tres-centes columnes que sota el nom de Caoramas (Miradas sobre el caos) van ser publicades en el seu moment en La Opinión de Granada.

## Professor de Dret
Va ser catedràtic d'universitat del Departament de Filosofia del Dret de la UGR, especialitzat en Teoria del Dret. Va publicar 56 articles i monografies en dos camps: el de la teoria general del Dret i de l'Estat, i el de l'ecologia política i el dret ambiental. Entre ells destaquen: Validesa i vigència: l'aportació garantista a la teoria de la norma jurídica, de 1999, obra que en 2016 es convertirà en Sistemes jurídics: línies bàsiques per a una teoria general, i Ecologia i Dret, de 1992, que al seu torn es va convertir en 2007 en Principis de dret ambiental i ecologia jurídica.
La seva formació posdoctoral va venir de la Universitat de Frankfurt, on va passar un any complet. Va realitzar també estades llargues als Estats Units (Universitat d'Indiana de Pennsilvània), França (Universitat Panthéon-Assas de París), Brasil (Universitat Federal de Santa Catarina) i Argentina (Universitat Nacional del Litoral, Santa Fe). Va impartir més de cinquanta conferències, ponències a congressos i seminaris en cinc països i en tres idiomes. Va dirigir tres projectes d'investigació i va participar en altres cinc grups, xarxes o projectes, en tots els casos interdisciplinaris i en la majoria interuniversitaris.
Va impartir docència en el Grau en Dret i en els dobles Graus de Dret-Administració i direcció d'empreses i Dret-Ciències Polítiques, i en les llicenciatures prèvies als canvis de pla, així com en els postgraus de l'Institut de la Pau i els Conflictes i de la Facultat de Dret, tots dos de la UGR. També va ser professor de les llicenciatures en Sociologia, Filosofia i Ciències Ambientals de la Universitat de Granada. En total són trenta cursos acadèmics en assignatures, les últimes de les quals van anar: Teoria del Dret, Drets Humans, Argumentació Jurídica, Anàlisi Institucional de Conflictes Ambientals (màster Pau i Conflictes) i Metodologia Jurídica (màster Dret dels Negocis).
Va fer classes a diversos programes de doctorat, tant nacionals com a internacionals, algun d'ells acreditat amb esment de qualitat i va dirigir cinc tesis doctorals. Va participar en quatre projectes d'innovació docent i va ser director en dos sobre "Cinema i Literatura com a eines didàctiques".
En diferents etapes de la seva carrera acadèmica es va apropar als tres moments del dret: com a assessor legislatiu, com a jutge i com a responsable administratiu. Així, durant dos anys va ser magistrat suplent del Tribunal Superior de Justícia d'Andalusia; va redactar diverses proposicions o avantprojectes de llei per encàrrec de grups parlamentaris o administracions públiques, i en el terreny administratiu va emetre dictàmens i informes per a grups municipals i per a bufets d'advocats.
En el plànol de la gestió universitària, va anar durant un curs acadèmic director de l'Escola Universitària (avui Facultat) de Treball Social de la UGR, director de l'Expert Universitari en Dret Ambiental i coordinador del programa de doctorat "Dret i democràcia".

## Polític andalús

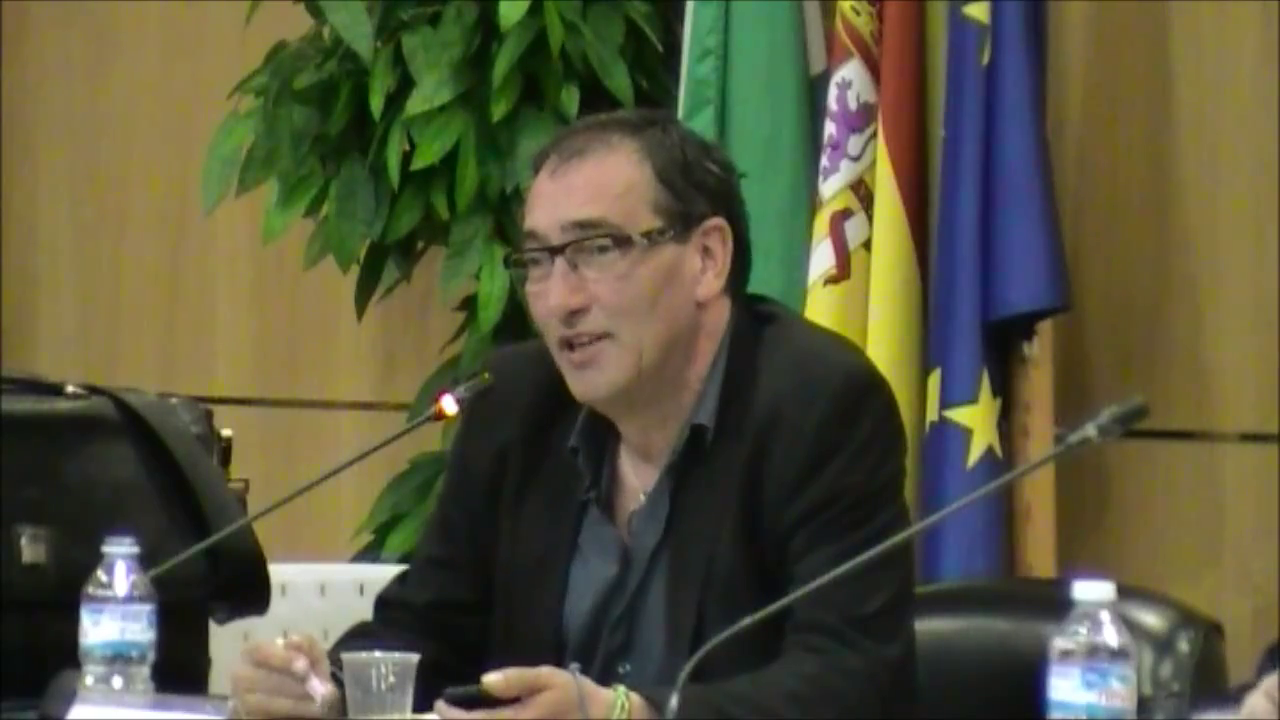
José Luis Serrano intervenint en representació de Podemos en les VI Jornades sobre Republicanisme Espanyol de la UGR

En 1977, amb setze anys, es va afiliar al Partit Socialista d'Andalusia (partit nacionalista andalús d'esquerres, abans ROSTEIX, després PA). Va abandonar aquesta formació en 1979. En 1985 va ser triat portaveu andalús de la Coordinadora Estatal d'organitzacions pacifistes pel referèndum sobre la permanència d'Espanya en l'OTAN. En 1986, durant la seva estada a Alemanya, va entrar en contacte amb Die Grünen, la qual cosa li va portar a formar part de la fundació de Els Verds d'Andalusia en 1988. En 2009 participa en la creació de Paral·lel 36. En desembre de 2014 va ser triat membre del Consell Ciutadà de Podem Granada.
En les eleccions autonòmiques del 22 de març de 2015 va ser elegit diputat al Parlament d'Andalusia per la província de Granada i, amb posterioritat, portaveu adjunt i president del grup parlamentari de Podem.
Des d'abril del 2015 va ser membre del Consell Ciutadà de Podem Andalusia.
Va morir el gener de 2016 a causa d'un càncer.
Al febrer de 2016, institucions, col·lectius i personalitats, sol·liciten la Junta d'Andalusia la concessió de la Medalla d'Andalusia a títol pòstum per a Serrano. Entre altres suports figuraven: la Universitat de Granada i moltes de les seves entitats (la Facultat de Dret, i diversos Departaments i Seminaris), la Universitat d'Almeria, l'Ajuntament de Granada (per unanimitat), el Col·legi d'Ambientòlegs d'Andalusia, l'Institut Mèdic Forense de Granada, FACUA, Unitat Cívica Andalusa per la República, Sindicat Andalús de Treballadors, el Jutge Degà de Granada i altres membres de la judicatura espanyola i llatinoamericana, Juan Pinilla, Gregorio Càmera o Manuel Navarro Lamolda i un nombre extensíssim de professors i catedràtics, cineastes, escriptors i periodistes. Finalment, el Consell de Govern de la Junta d'Andalusia no va concedir la condecoració a Serrano.